# Aerologi
Aerologi er studiet af Jordens atmosfære. 
Aerologer studerer ozonlaget, atmosfæriske tendenser, klimatiske og miljømæssige effekter på hele atmosfæren. Dette gøres blandt andet ved brug af satellitter, rumsonder, vejrballoner og laserudstyr.